# Королець біловолий
Королець біловолий (Quoyornis georgianus) — вид горобцеподібних птахів родини тоутоваєвих (Petroicidae). Ендемік Австралії. Єдиний представник монотипового роду Біловолий королець (Quoyornis).

## Таксономія
Біловолий королець вперше був описаний французькими натуралістами Жаном-Рене-Констаном Куа і Жозефом-Полєм Гемаром в 1830 році під науковою назвою Muscicapa georgiana (хоча опис був опублікований лише в 1832 році). Він отримав свою назву на честь затоки Кінг-Джордж-Саунд, де був знайдений типовий екземпляр птаха. Пізніше британський орнітолог Джон Гульд повторно описав цей вид під назвою Eopsaltria leucogaster though as the former took precedence, its specific name remains georgiana.. В 1912 році австралійський орнітолог Грегорі Метьюс виділив біловолого корольця в окремий рід Quoyornis, а також виділив підвид Q. g. warreni. на честь річки Воррен, однак цей підвид не був визнаний.
Біловолого корольця довгий час відносили до роду Королець (Eopsaltria), однак за результатами генетичного дослідження 2009 року виявилось, що цей таксон є сестринським до двох видів роду Висвистувач (Tregellasia). Це підтвердило молекулярно-філогенетичне дослідження 2011 року. Його було виділено у відновлений монотиповий рід Біловолий королець (Quoyornis).

## Опис
Довжина птаха становить 14,5-17 см, розмах крил 22-25 см. Самець важить 20,5 г, а самка важить 16,5 г. Однак у забарвленні статевий диморфізм відсутній: верхня частина тіла сіро-блакитна, нижня частина тіла білувата. Дзьоб і лапи чорні, очі карі. птахи. що мешкають на півночі ареалу меншого розміру і мають темно-сірий відтінок. Молоді птахи коричнюваті.

## Поширення і екологія

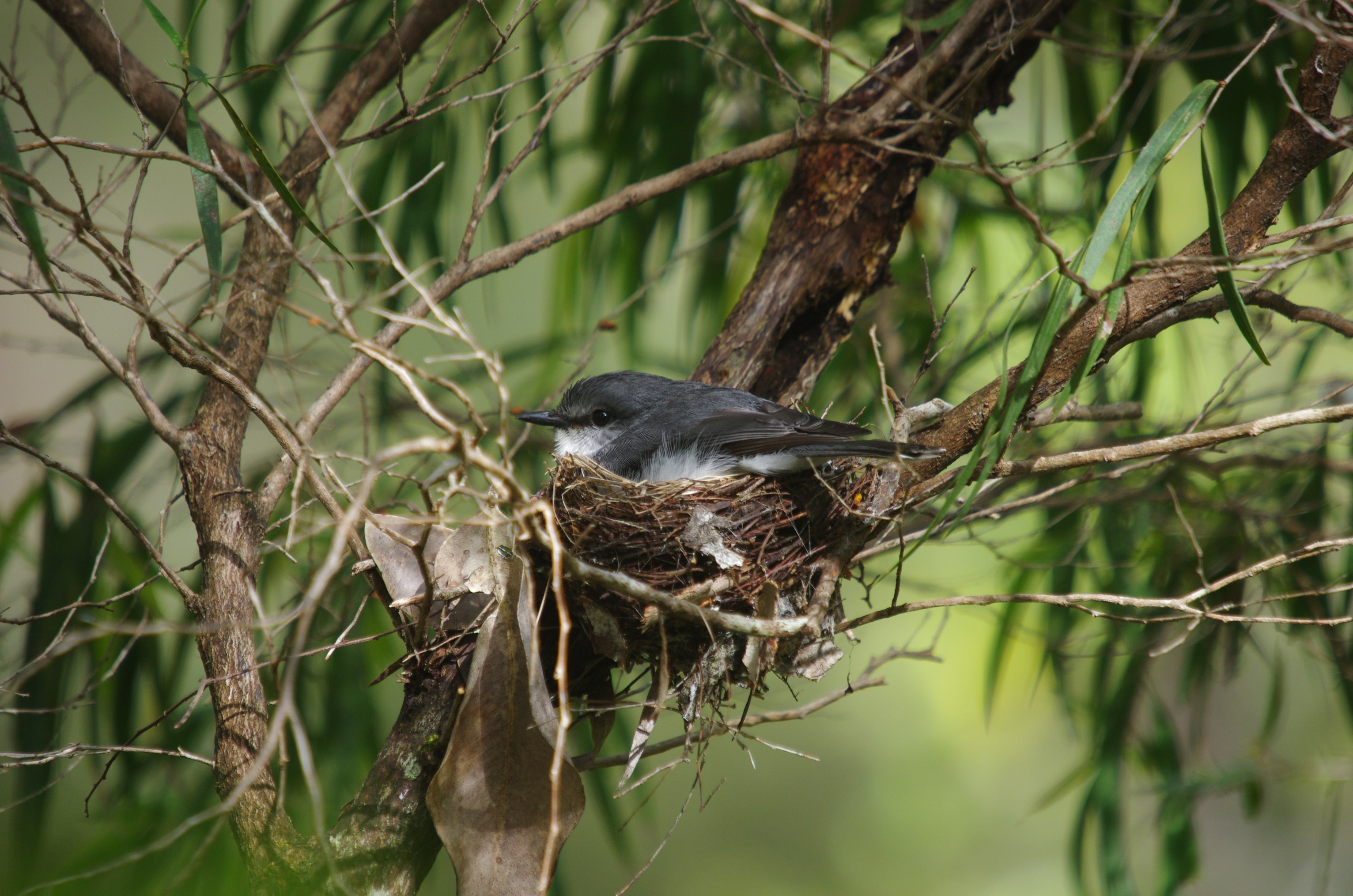
Біловолий королець біля гнізда

Біловолий королець є ендеміком Західної Австралії, від Джералдтона на півночі до південно-західного узбережжя. В межах цього ареалу виділяються дві популяції, які мешкають у досить різних середовищах. Південна популяція мешкає у високих евкаліптових лісах, де ростуть евкаліпти виду Eucalyptus diversicolor. У цих лісах корольці мешкають в підліску, що зазвичай складається з рослин видів Trymalium odoratissimum, Allocasuarina decussata і Bossiaea aquifolium. Птахи зазвичай живуть поблизу струмків і ярів. Також біловолі корольці мешкають в сухих склерофітових лісах, що складаються з дерев видів Eucalyptus marginata і Banksia grandis.
Північна популяція мешкає на вузькій прибережній смузі від Джералдтона до національного парку Янчеп. Тут птахи мешкають у прибережних заростях, що складаються з рослин видів Acacia rostellifera, Acacia cyclops і Melaleuca cardiophylla. Там місцевість часто являє собою піщані дюни, порослі рослинністю.

## Раціон
Біловолі корольці є комахоїдними, добувають їжу в підліску або на землі.

## Розмноження
Біловолі корольці ведуть осілий і територіальний спосіб життя; живуть парами або невеликими зграйками. Молоді самці часто залишаються на батьківській території впродовж року, самки покидають її раніше.
В біловолих корольців спостерігається колективний догляд за пташенятами. Дослідники спостерігали групи, що складалися з пари, що розмножувалася, і одного чи двох молодих самців. Вони припускають, що молоді самці можуть бути минулорічним потомством пари.
Сезон розмноження триває з кінця літа до початку зими, часто за сезон вилупляються два виводки. Гніздо невелике, чашоподібної форми, зроблене з сухої кори, палого листя і павутини. Зазвичай воно розташовується в густому чагарнику поблизу джерел води. В кладці два яйця блідо-оливкового або темно-зеленого кольору, часто з темними плямками, розмірами 16x21 мм. Інкубація триває 16-17 днів, пташенята покидають гніздо через два тижні після вилуплення.